# Willy Maywald
Willy Maywald (* 15. August 1907 in Kleve; † 21. Mai 1985 in Paris) war ein deutscher Fotograf. Er war hauptsächlich in Paris tätig, fotografierte Mode für Christian Dior und porträtierte viele bekannte Künstler.

## Leben

Hotel Maywald, 1910

Willy Maywald entstammte einer angesehenen Hoteliers-Familie, die bis kurz nach dem Ersten Weltkrieg in Kleve das an der Nassauer-Allee gelegene Grand-Hotel Maywald geführt hatte. Als Kind und Jugendlicher nahm er regen Anteil an der Umgebung und der noblen Kur-Gesellschaft, die das Hotel zu jener Zeit regelmäßig frequentierte. Hier schulte er sein ästhetisches Urteil, das er, zunächst in Köln und Krefeld, dann von 1928 bis 1931 während seiner Studien in Kunst, Architektur, Literatur und Musik an der Berliner „Kunstschule des Westens“ ausbaute. In Berlin schoss Maywald sein erstes „richtiges“ Foto, das die „Ansicht einer Laterne bei Nacht“ zeigt, „deren Licht sechseckige Muster auf der Straße zeichnet.“
Im Sommer 1931 kehrte Maywald nach Kleve zurück, um, angeregt durch sein erstes Foto, zu fotografieren. Da ihm Kleve schon lange zu klein und zu provinziell geworden war und er in der „konservativ-bürgerlichen Stadt mit ihren biederen Ansichten […] seinen Lebensstil und seine Homosexualität nicht ausleben konnte“, ging er noch im gleichen Jahr nach Paris, wo er sich 1933 selbständig machte und zunächst seine Arbeiten illustrierten Zeitschriften anbot. Er machte Reportagen über Vincent van Goghs Wohnhaus und den Garten von Claude Monet. Maywald war mit vielen Künstlern befreundet, von denen er Porträtaufnahmen anfertigte. Seine Bilder zählten zum Bereich der künstlerischen Avantgarde.
Die Aufnahmen von Edward Steichen für die Zeitschrift Vanity Fair inspirierten ihn zu seiner Karriere als Modefotograf, die aber durch den Zweiten Weltkrieg unterbrochen wurde. Er floh in die Schweiz, wo er bei einer Pfarrersfamilie unterkam und die Kriegsjahre verbrachte. 1946 kehrte er nach Paris zurück und eröffnete 1961 in der Nähe des Montparnasse eine Kunstgalerie. Maywald nahm ab 1947 die erste Kollektion des Modeschöpfers Christian Dior auf, die später als „New Look“ in die Modegeschichte einging. Seine Aufnahmen und Reportagen fanden internationale Aufmerksamkeit.
In seiner Kunstgalerie in der 10 Rue de la Grande-Chaumière stellte er die Werke seiner Freunde Arp, Francis Bott, Heinrich Maria Davringhausen, Hanns Lamers, Marcelle Cahn, Karin van Leyden, Pierre Soulages, André Bloc, Marino di Teana und viele andere aus.
Im Pariser Musée de la Mode wurde er posthum 1986 mit der bemerkenswerten Einzelausstellung „Willy Maywald et la mode“ gewürdigt. In der Szene wurde er der „Meister der Pose“ genannt.

## Fotokunst

### Modefotografie
Maywald fotografierte für Couturiers wie Christian Dior, Robert Piguet, Pièrre Balmain, Jacques Fath, Jeanne Paquin, Christóbal Balenciaga, Jacques Heim, Jean Dessés, Nina Ricci, Roger Vivier, Givenchy, Karl Lagerfeld, Pierre Cardin, Chanel und Jacques Griffe, er avancierte zum Modefotografen von internationalem Format. Seine Aufnahmen standen „für diskrete Eleganz“ und entstanden zum Teil in luxuriösen Interieurs oder vor teuren Luxuswagen, zum Teil aber auch im Freien, in den Straßen und Cafés von Paris oder zum Beispiel vor dem Schaufenster eines Antiquariats. Seine Art, manchmal einen bizarren Gegensatz zwischen dem Hintergrund und den gestylten Modellen herzustellen, zählt zur Kunst des Nouveau Réalisme. Seine Fotos wurden in Zeitschriften wie Vogue und Harper’s Bazaar veröffentlicht.

### Künstlerporträts
Die Künstlerporträts, die Maywald herstellte, fanden große Anerkennung; er beherrschte perfekt die Ausleuchtung mit Tages- und Kunstlicht. In seinem Buch Portrait und Atelier (1958) befinden sich zum Beispiel Porträts von Hans Arp, Georges Braque, Marc Chagall, Le Corbusier, Fernand Léger, Joan Miró, Georges Rouault und Maurice Utrillo In seiner Autobiographie schildert er, wie unterschiedlich die Künstler auf den Fotografen eingingen: Henri Matisse erlaubte nur eine einzige Aufnahme, das Atelier Pablo Picassos war für ihn jederzeit zugänglich. Unter den vielen Aufnahmen, die er in der folgenden Zeit von Künstlern machte, gehören zum Beispiel die Porträts der Velvet Underground-Sängerin Nico, des Schauspielers Jean-Louis Barrault und des Schriftstellers und Regisseurs Jean Cocteau.

### Sonstige Arbeiten
Weniger bekannt sind seine übrigen Arbeiten, zum Beispiel die Aufnahme „Waschtag“ (1930), eine häuslich-ländliche Szene vom Niederrhein, fotografiert von einem „Augenmenschen mit großem malerischen Volumen“. Das Museum Kurhaus in Kleve hat einen großen Bestand von Bildern, die Maywald vor und nach dem Krieg von Kleve aufgenommen hat. Die Sammlung stellt eine interessante Dokumentation über die Entwicklung des Stadtbildes für diese beiden Zeitabschnitte dar. Zudem fotografierte Maywald im April 1959 die Entstehung des von Joseph Beuys geschaffenen Eichenkreuzes und das Tor für das „Ehrenmal der Gefallenen des Zweiten Weltkriegs“ im „Alten Kirchturm“ in Meerbusch-Büderich in dessen früheren Atelierräumen im ehemaligen Friedrich-Wilhelm-Bad des Klever Kurhauses.

### Der Mensch in Maywalds Fotokunst
Abgesehen von seinen Kleve-Fotos stand bei Maywald immer der Mensch im Mittelpunkt seiner Aufnahmen. „Er näherte sich ihm diskret, ohne technischen Aufwand. Er hüllte die Porträtierten in ein geheimnisvolles Licht, kreierte mit Posen und grafischen Kontrasten einen Schwebezustand zwischen Realität und Traum. Seine Bildkompositionen sind klar und harmonisch, gleichzeitig aber voller Dynamik und poetischer Anspielungen.“

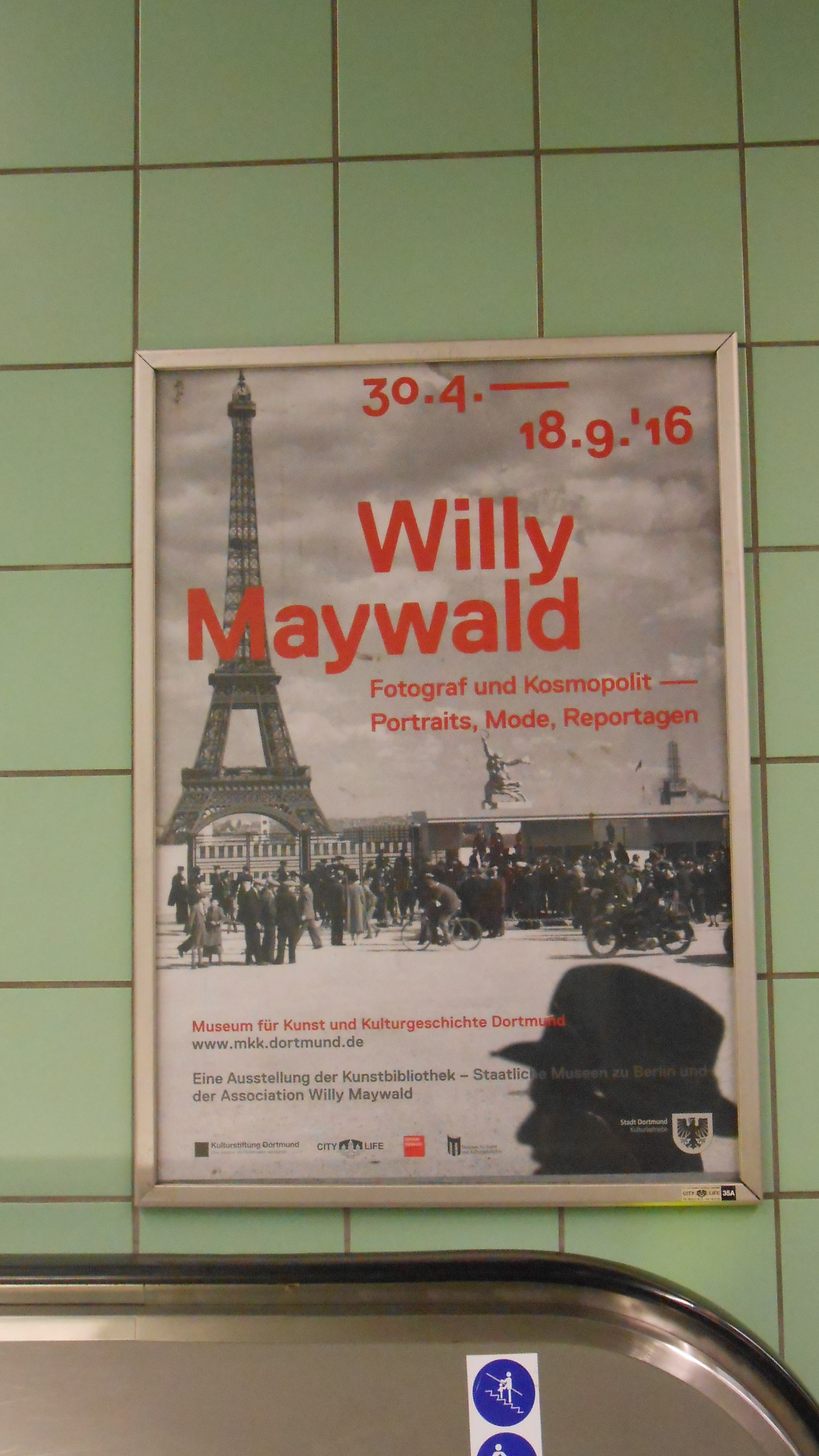
Plakat zur Maywald-Ausstellung in der Dortmunder U-Bahn, Mai 2016

## Ausstellungen
- 2016: Museum für Kunst und Kulturgeschichte, Dortmund
- 2015: Museum Kurhaus Kleve[9]
- 2015: Museum für Fotografie, Berlin
- 2007/2008: Städtisches Museum B.C. Koekkoek-Haus, Kleve
- 2007: Musée Carnavalet[10], Paris
- 2006: Luhring Augustine Gallery, New York City
- 2006: Galerie Sylvain Di Maria, Paris
- 2005: Hamburger Kunsthalle, Hamburg
- 2004: Museu Metropolitano de Arte, Curitiba (Brasilien)
- 2004: Lentos Kunstmuseum, Linz (Österreich)
- 2004: Museum Schloss Moyland, Bedburg-Hau
- 1995: Museum Kurhaus Kleve, Kleve

## Zitat
„Eine fotografische Aufnahme ist in erster Linie eine realistische Reproduktion, eine Art Dokument. Aber ich denke dennoch, daß jede Fotografie in Komposition, Lichtrhythmus und Tonqualität der schwarz-weißen Palette mit ihren tausend Nuancen eine plastische Bildeinheit bilden sollte. Es sollte stets ein Bild entstehen, das imstande ist, unabhängig vom Inhalt und unabhängig vom dargestellten Gegenstand zu interessieren und zu gefallen.“

### Bücher und Ausstellungskataloge
- Valentina Vlasic, Guido de Werd: Willy Maywald. Glanz und Eleganz. Boss, Köln 2008, ISBN 978-3-89413-271-2.
- Le Pari(s) de la creation. Photographies 1931–1955. Musée Carnavalet – Histoire de Paris. Paris Musées, Paris 2007, ISBN 978-2-7596-0001-4.
- Fotos vom Niederrhein. Städtisches Museum Haus Koekkoek, Kleve 1992, DNB 941313867.
- Willy Maywald: Die Splitter des Spiegels. Eine illustrierte Autobiographie. In Zusammenarbeit mit Patrick Brissard, Schirmer-Mosel, München 1985, ISBN 3-88814-165-6.
- Kleve, Burg und Stadt unter dem Schwan. Boss Verlag, Kleve 1959, DNB 453244602.
- Portrait und Atelier. Photos. Arp, Braque, Chagall, Le Corbusier, Laurens, Léger, Matisse, Miró, Picasso, Rouault, Utrillo, Villon. Die Arche, Zürich 1958, DNB 453277969.

### Sekundärliteratur
- Bodo von Dewitz: Maywald, Wilhelm. In: Neue Deutsche Biographie (NDB). Band 16, Duncker & Humblot, Berlin 1990, ISBN 3-428-00197-4, S. 576 f. (Digitalisat).
- Matthias Grass: Der Fotograf der Bohème. In: Rheinische Post. 4. Juli 2007.
- Richard Martin: Zeitgeist becomes form. German fashion photography. In: Artforum International. 3. Januar 1997.
- Ulrich Pohlmann: „Faire vite et bien“. Zur Bedeutung des fotografischen Werkes von Wilhelm Maywald. In: Festschrift für J. A. Schmoll genannt Eisenwerth zum 90. Geburtstag. Architekturmuseum, München 2005, DNB 991131584.
- Hans-Michael Koetzle: Fotografen A-Z. Taschen Deutschland, 2015, ISBN 978-3-8365-1107-0

## Dokumentarfilm
- Eleganz des Blicks. Der Fotograf Willy Maywald. Fernseh-Dokumentation, Deutschland, 2007, 45 Min., Regie: Annette von Wangenheim, Produktion: 3sat.
- Paris Caligrammes von Ulrike Ottinger (2020) schildert Künstlertreffen (jour fixe) bei Maywald, die auch viele deutsche Emigranten besuchten, und ihre regelmäßigen Besuche dort und im unmittelbar angrenzenden Atelier von Ossip Zadkine, den Maywald auch viel fotografierte.